# 보르하 (사라고사도)

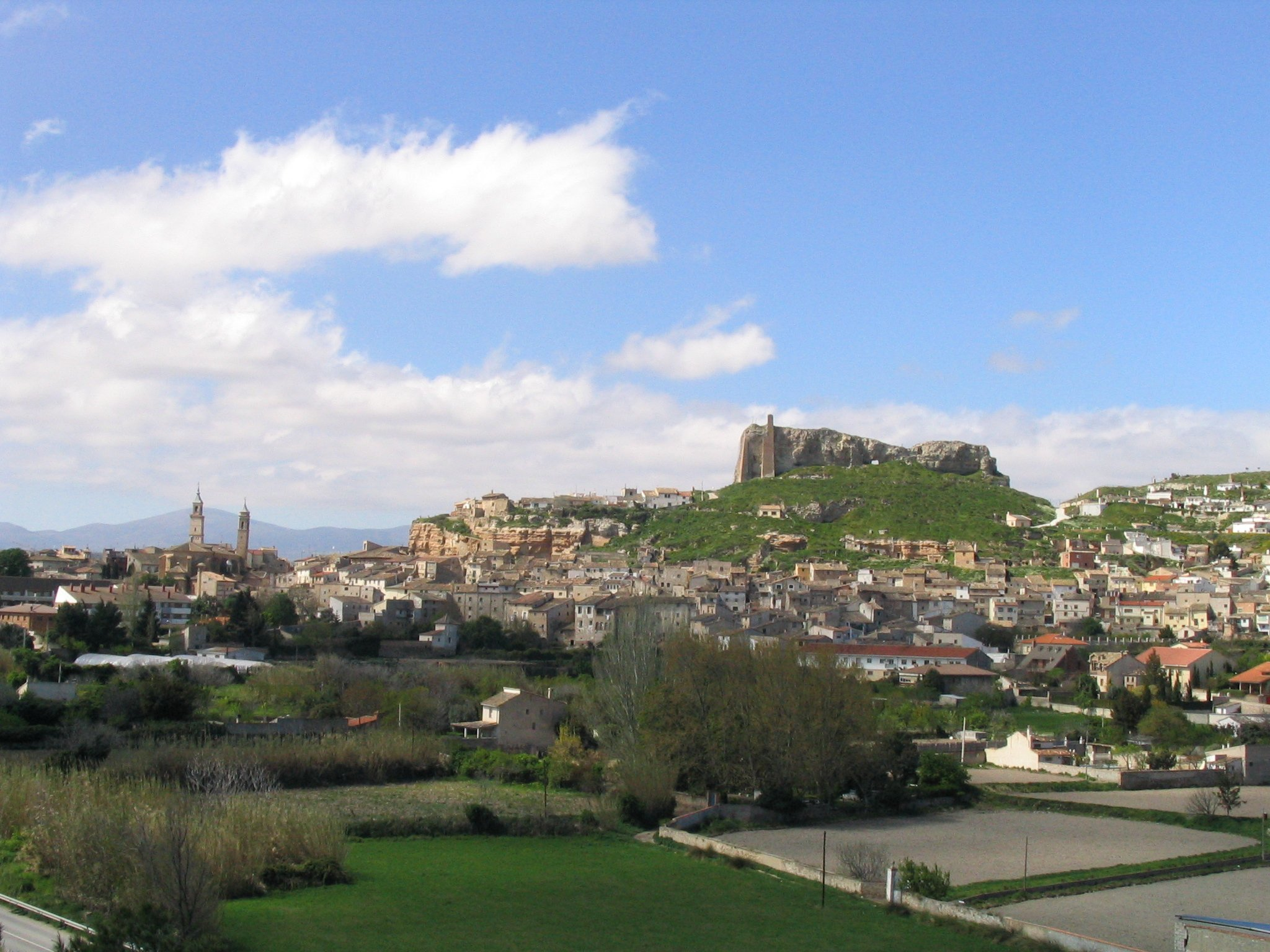
2004년 보르하의 모습

보르하(스페인어: Borja)는 스페인 아라곤주 사라고사도의 도시이다. 2014년 기준으로 인구는 4,931명이다.